# 曹杨路桥
曹杨路桥是中國上海市境內一座橫跨蘇州河的橋樑，它南接江苏路，北连曹杨路。橋名來自曹楊路。
1929年，位於曹家渡附近的蘇州河两岸建立了許多工厂。民间集资在曹家渡渡口西侧建造5孔木桥，該橋被稱為曹家渡桥。由於桥南有座三官堂，所以該木橋被稱為三官堂桥。1937年八一三事变木桥被炮弹炸毁，後來被修復。1949年，由於曹家渡桥破敗，上海市工务局在木桥西边再建一座5孔木桥。該橋位於曹家渡桥西面，所以新建木桥被称为曹家渡西桥，原本的橋也被稱為曹家渡東桥。上海戰役期間，兩座木橋被中華民國國軍破壞。中共接管上海後，兩座木橋被修復。
1964年9月，東橋因為受損被拆。1973年，西橋被拆。當局建了一條臨時性的人行鋼橋。1976年8月，當局開始新建一座鋼筋混凝土橋，即現在的曹楊路橋。新橋於1979年4月（一說1980年12月）竣工。臨時性的人行鋼橋被拆。1985年，曹楊路橋大修。